# Ramallah
Ne doit pas être confondu avec Ramla.
Ramallah (en arabe : رام الله) est une ville palestinienne située au centre de la Cisjordanie, territoire occupé par Israël depuis 1967. Elle est la capitale administrative de facto de l'Autorité palestinienne ; la capitale officielle, Jérusalem-Est, ayant été annexée par Israël en 1982.
La population, initialement composée principalement de Palestiniens chrétiens, comprend, depuis 1948, de nombreux réfugiés musulmans issus de toute la Palestine. La ville comprend environ 35 000 habitants (2016), 220 000 en comptant ceux de l'agglomération formée par Ramallah et les 88 villes et villages qui l'entourent. Ses habitants s'appellent les Ramallawi.
Yasser Arafat a été inhumé dans un mausolée situé dans l'enceinte de la Mouqata'a, quartier général de l'Autorité palestinienne, situé dans la ville.

## Histoire

### Les premiers temps
La ville de Ramallah fut fondée au milieu du XVe siècle par les Haddadéens, tribu issue des Arabes chrétiens ghassanides. Les Haddadéens, menés par Rached Haddadéen, sont arrivés de l'Est du Jourdain, près de l'emplacement contemporain de la ville jordanienne de Chawbak. La migration de cette tribu est due aux nombreux combats et tensions entre les clans de cette région.
Selon la légende locale, le frère de Rached, Sabri l'Haddadéen, accueillait l'émir Ibn Kaysoom, chef d'un puissant clan musulman, quand la femme de Sabri donna naissance à une fille. Selon la coutume, l'émir proposa qu'elle se marie à son tout jeune fils quand ils seraient tous deux adultes. Sabri crut que cette proposition n'était pas sérieuse, les mariages entre chrétiens et musulmans étant rares, et lui donna sa parole. Des années après, quand l'émir revint voir les Haddadéens pour qu'ils tiennent leur promesse, ils refusèrent. Ceci déclencha une guerre sanglante entre les deux familles. Les Haddadéens fuirent vers l'ouest et s'établirent dans les collines de Ramallah, où vivaient déjà quelques familles musulmanes.

### Installation chrétienne

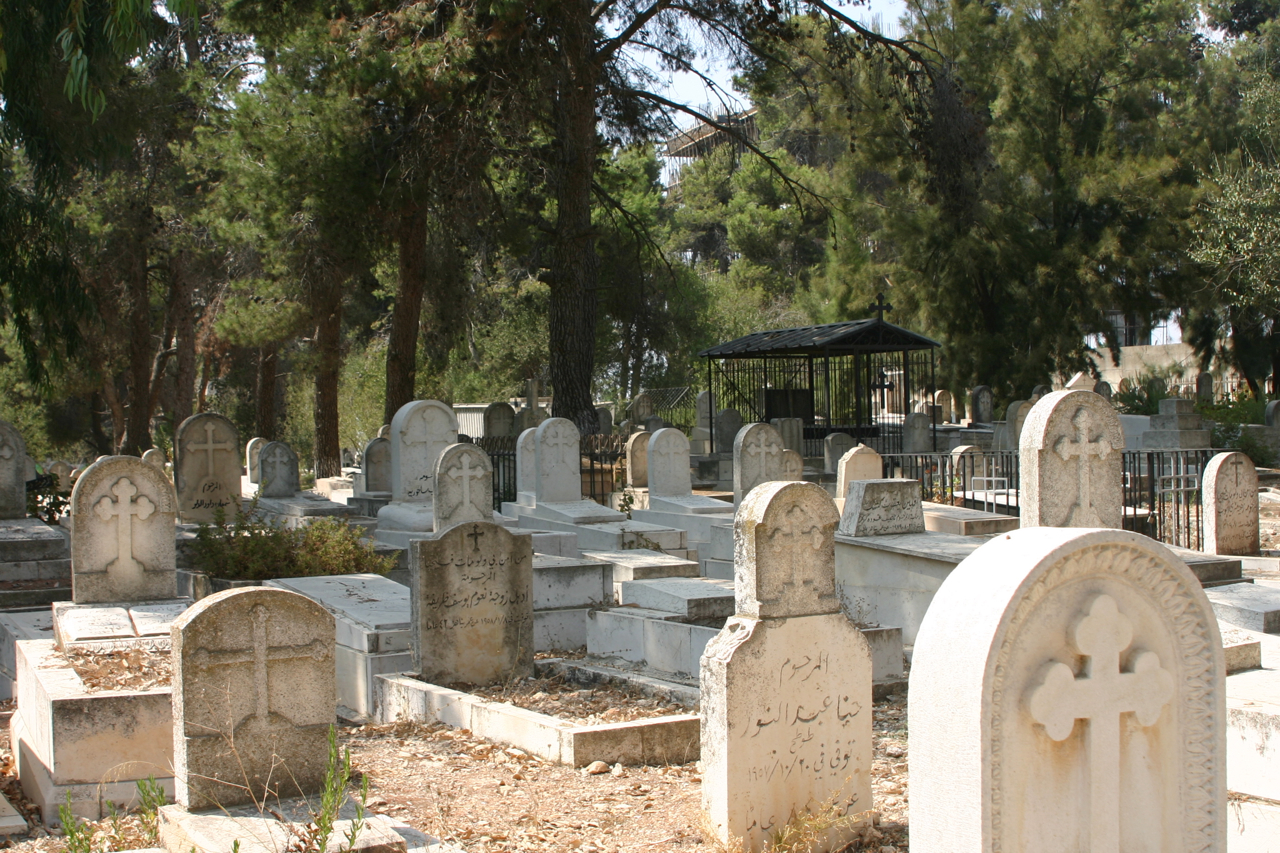
Cimetière chrétien à Ramallah.

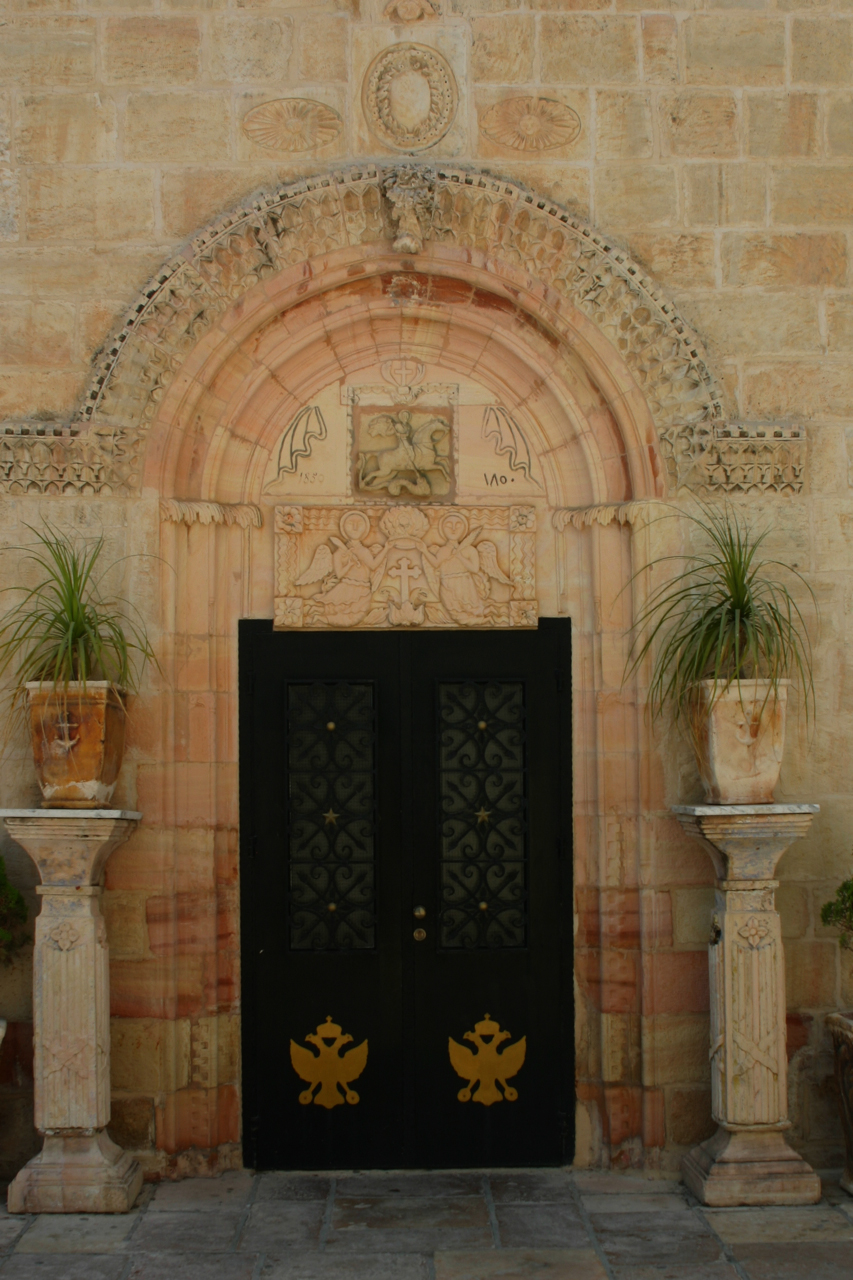
Porte de l'église de l'Épiphanie.

Tout au long des XVIIe et XVIIIe siècles, Ramallah s'agrandit pour devenir un village agricole, attirant ainsi davantage d'habitants (surtout chrétiens) de toute la région. Au début du XVIIIe siècle, la première église orthodoxe arabe est bâtie, puis une autre en 1807. Il y a entre huit-cents et neuf-cents habitants en 1838.
L'église de l'Épiphanie, édifiée pour remplacer l'ancienne en 1852, est la seule église orthodoxe à Ramallah aujourd'hui. Durant cette décennie, l'Église catholique s'établit dans la ville, devenant le deuxième groupe chrétien à Ramallah. Elle établit l'école de filles Saint-Joseph, ainsi que le lycée mixte al-Ahliyyah, tenu par les religieuses du Rosaire.
Les quakers anglais arrivent en 1869 et ouvrent une école de filles et un internat d'une quinzaine de garçons en 1901.

#### Églises de Ramallah
- Église Notre-Dame-de-l'Annonciation (melkite) 1895
- Église de l'Épiphanie (grecque-orthodoxe)
- Église de la Sainte-Famille (catholique latine)
- Cathédrale copte-orthodoxe
- Église de l'Espérance (luthérienne-évangélique)
- Maison de prières des quakers

### Début duXXesiècle

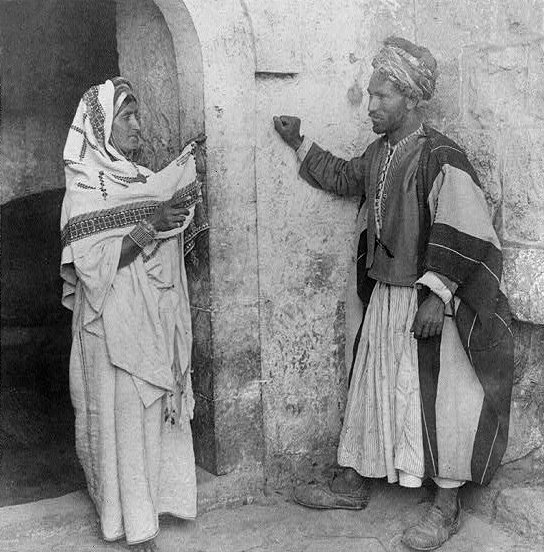
Arabes palestiniens à Ramallah, 1890

Les autorités ottomanes construisent en 1901 une nouvelle route de Jérusalem à Naplouse passant par Ramallah et Al-Bireh. La jeunesse chrétienne de la ville commence à émigrer aux États-Unis au début du XXe siècle. La ville devient un district en 1902, englobant trente villages et bourgades des alentours.
La ville de Ramallah devient une municipalité en 1908 et Élias Odeh en est le premier maire. Le conseil municipal est composé de membres de chaque grande famille.
Au début de la Première Guerre mondiale, les habitants se rebellent contre l'autorité ottomane. Trente habitants sont tués. En 1915, une invasion de criquets migrateurs détruit les récoltes et l'année suivante, une épidémie de typhoïde décime 30 % de la population.

### Occupation britannique et débuts de l'État d'Israël

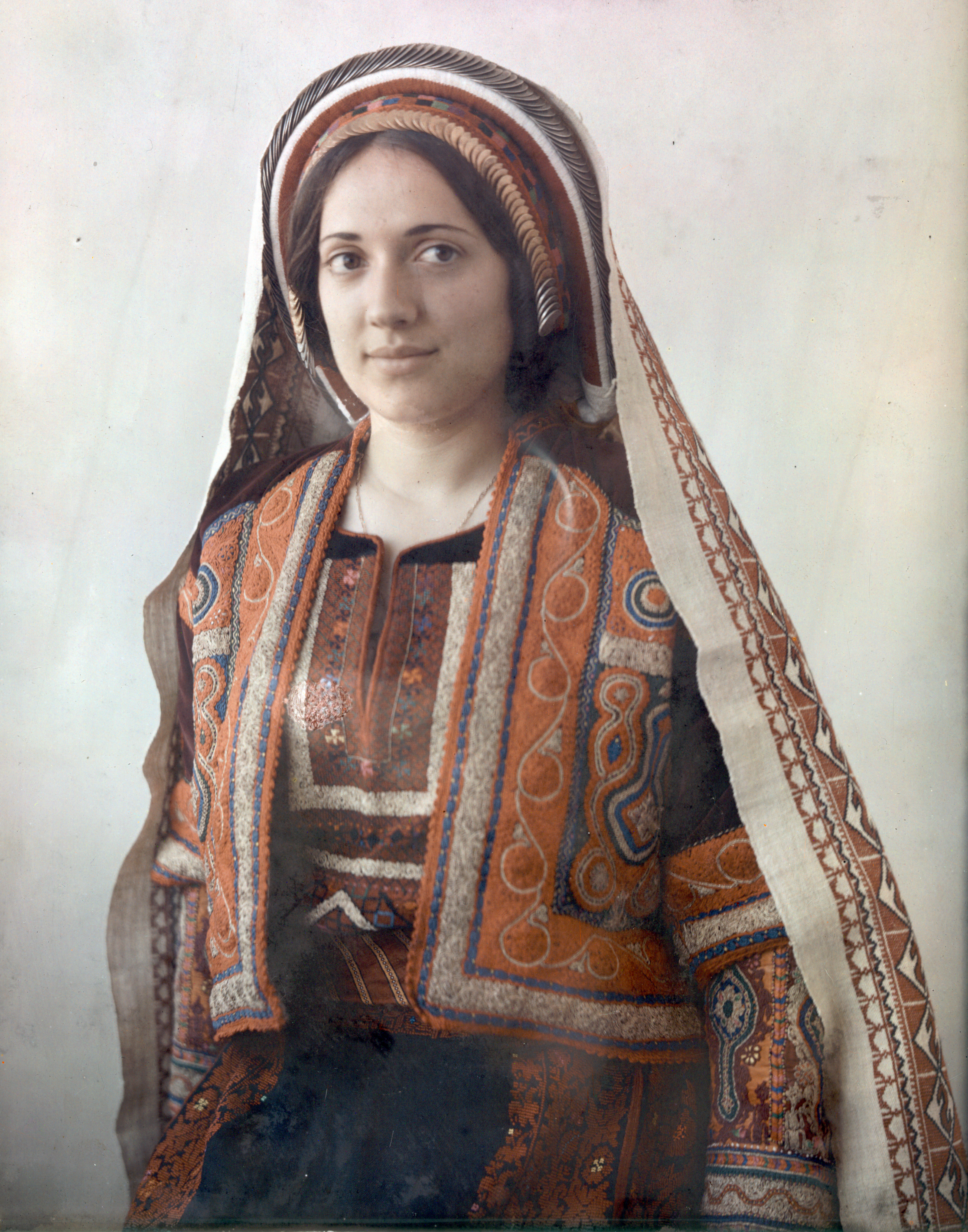
Femme de Ramallah en costume brodé (Palestine mandataire).

Ramallah, comme toutes les localités palestiniennes, est sous l'autorité du mandat britannique à partir de novembre 1917 (le mandat est imposé en 1920, auparavant ce sont des forces d'occupation), jusqu'en 1948, date de la fondation de l'État d'Israël. L'électrification de la ville est totalement terminée en 1936. Des milliers de réfugiés, majoritairement musulmans, s'installent aux abords de la ville en 1948.
Ramallah fait partie des Territoires occupés après la Guerre des Six Jours de 1967.

#### Édifices religieux
Sous l'influence des migrations de réfugiés palestiniens, musulmans et chrétiens, de nouvelles mosquées et églises sont construites. La mosquée Jamal-Abdel-Nasser dans la ville adjacente de Al-Bireh est l'une des plus grandes de l'agglomération. Les coptes-orthodoxes ont construit une nouvelle église sur les hauteurs de la ville. Il existe aussi une église melkite catholique, une église luthérienne-évangélique, une église épiscopalienne, une église baptiste, etc. Les chrétiens représentent aujourd'hui 25 % de la population de l'agglomération totale et les réfugiés palestiniens 60 % (surtout aux abords de la ville).

### Ramallah après 1972
En 1967, à la suite de la Guerre des Six Jours, tous les territoires palestiniens sont conquis par Israël. Les premières élections municipales depuis le début de l'occupation ont lieu en 1972. Dix ans plus tard, le maire Karim Khalaf est victime d'une tentative d'assassinat par des extrémistes israéliens, tout comme le maire de Naplouse et le maire d'Al-Bireh[réf. souhaitée]. Le conseil municipal suspend son administration.

La première intifada éclate en 1987. La même année, la première opération à cœur ouvert à l'hôpital est réalisée par le docteur Shawqi Harb.

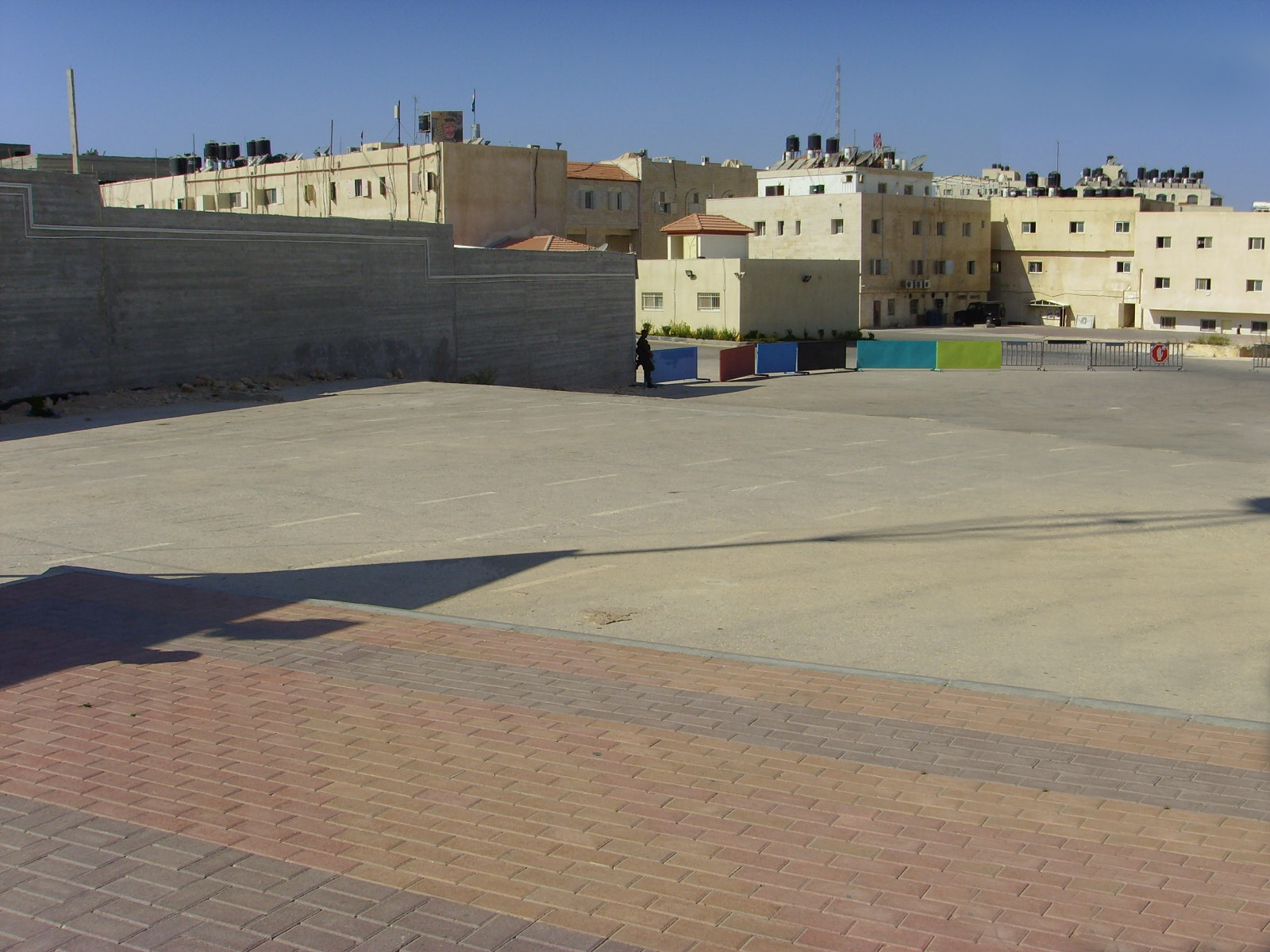
La Mouqata'a, le quartier général de l'Autorité palestinienne.

L'armée israélienne évacue Ramallah en 1996 et l'Autorité palestinienne installe son administration, un nouveau conseil municipal est réuni.

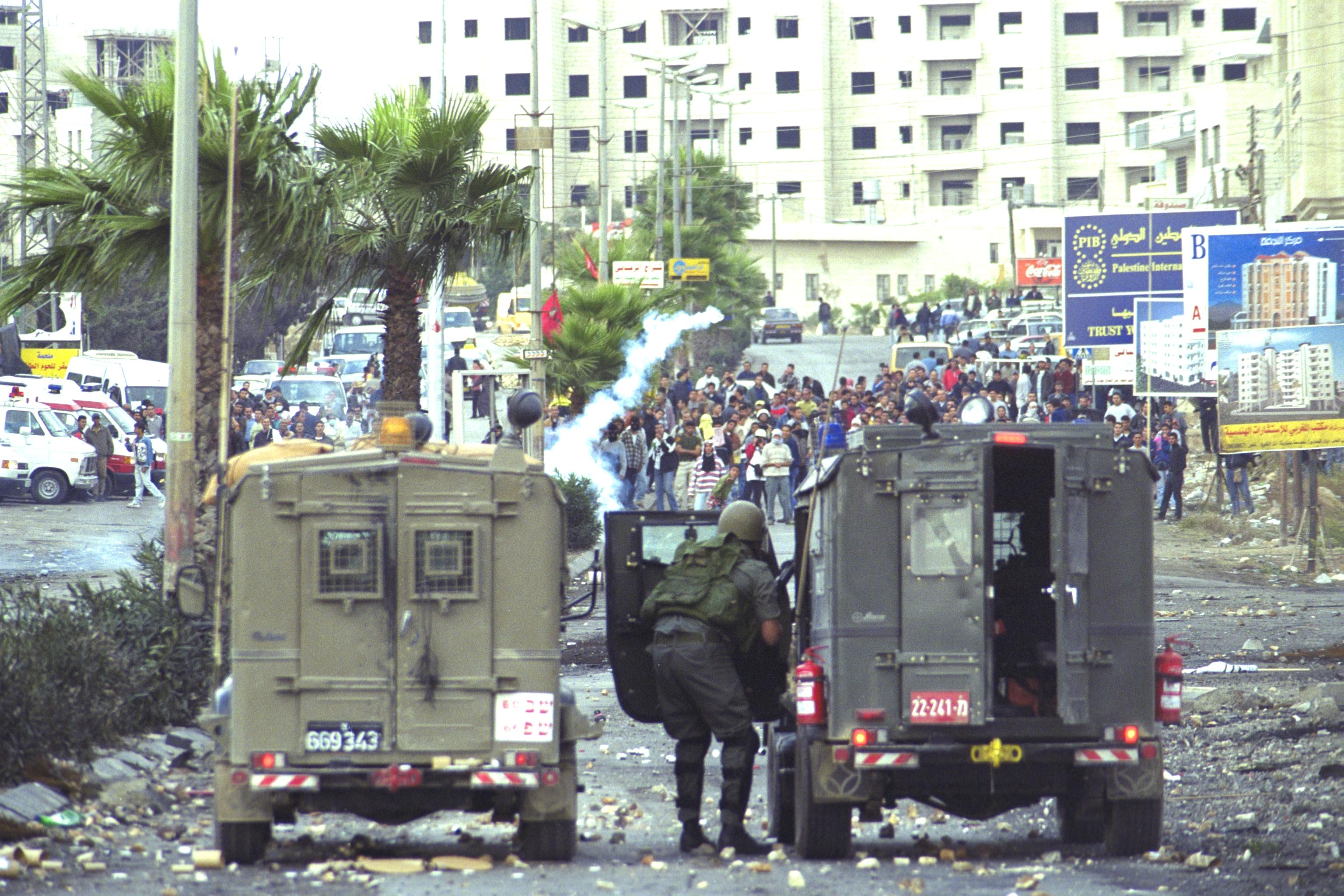
Affrontements entre Palestiniens et soldats israéliens à Ramallah, le 20 octobre 2000, au cours de la Seconde intifada.

La seconde intifada commence en 2000 et se poursuit jusqu'en 2005. En 2002, le quartier commence à être bombardé. Bien que cette solution soit considérée à la base comme provisoire, Ramallah est devenue de facto la capitale de l'Autorité palestinienne. En décembre 2001, Arafat tient des réunions à la Mouqata'a, tout en vivant avec sa femme et sa fille à Gaza. Après des attentats suicides à Haïfa, Arafat est obligé de rester dans l'enceinte du gouvernement à Ramallah.
La région fait face à la pression continue de la colonisation israélienne. En 2023, les habitants de la plupart des communautés du territoire situé entre Ramallah et Jéricho, d'une superficie de 150 000 dounams [15 000 hectares], ont été contraints de fuir lorsque les colons, notamment les Jeunes des collines, ont commencé à construire rapidement des avant-postes pastoraux et à commettre des violences contre les résidents avec le soutien de Tsahal et des institutions de l'État israélien. 

## Économie

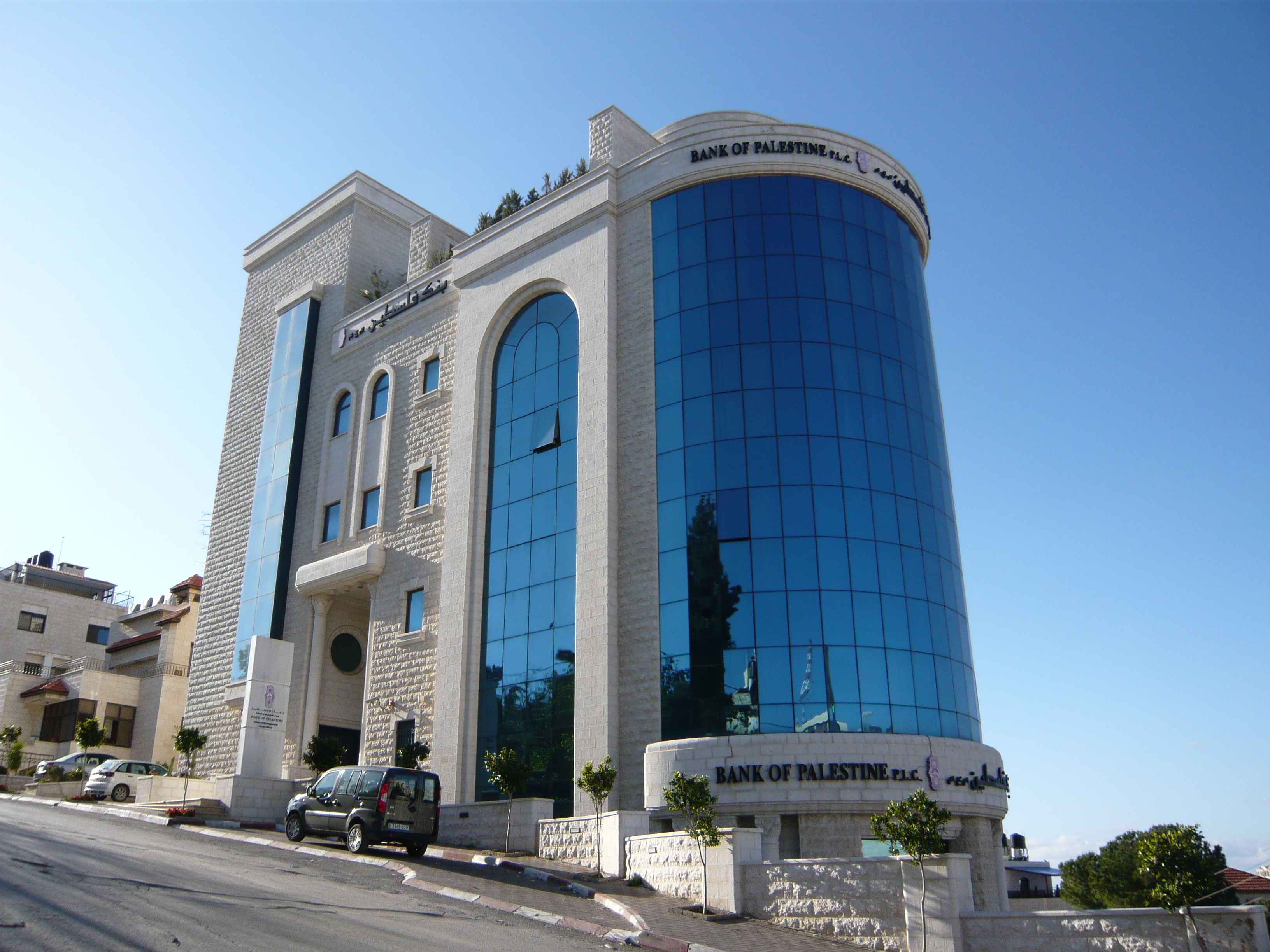
La banque de Palestine.

Cette ancienne petite ville chrétienne est l'épicentre de l'activité économique palestinienne, laquelle doit beaucoup à l'aide internationale et aux capitaux de la diaspora. La ville doit aussi beaucoup au Premier ministre de l'Autorité palestinienne Salam Fayyad, artisan de son essor fulgurant.
Trois cent cinquante salariés travaillent à l'usine Coca-Cola de Ramallah. La firme américaine est ainsi l'un des plus gros employeurs de la ville.

## Description de la ville

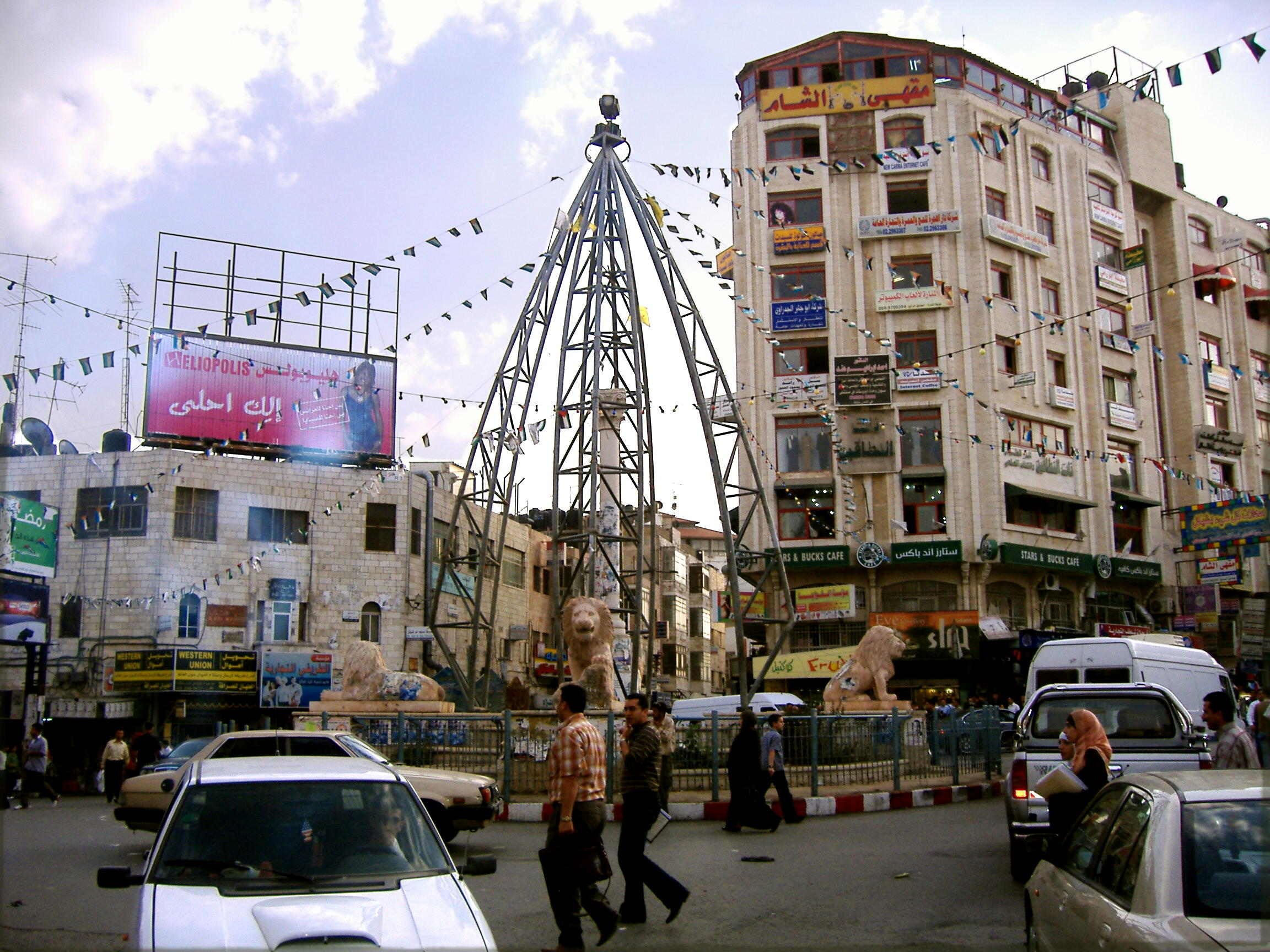
La place centrale Al-Manara.

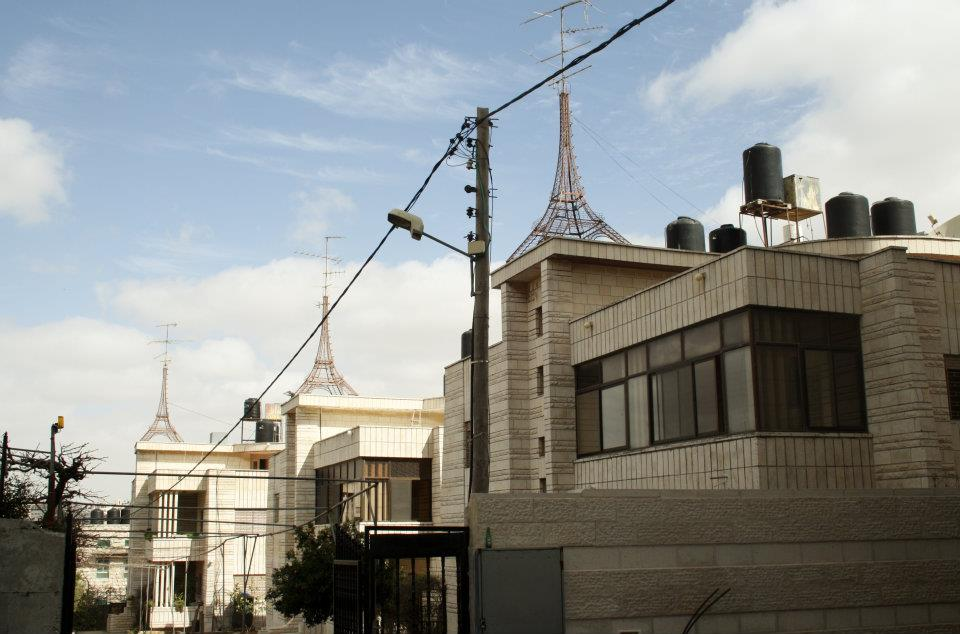
Quartier résidentiel de Ramallah.

À Ramallah, fulgurant développement économique et fulgurant développement démographique vont de pair. La ville, qui attire les habitants d'autres cités de Cisjordanie (Naplouse, Jéricho, Hébron…) ne cesse de croître. Surtout en hauteur, car les restrictions imposées par Israël rendent presque impossible toute construction en périphérie.
La ville est un chantier à ciel ouvert. La frénésie immobilière ne connaît pas de répit et la spéculation fait flamber les prix : le montant du mètre carré a triplé entre 2005 et 2010. La croissance de la demande de logements est de nature exponentielle. Mais l'offre reste très limitée : les contraintes administratives imposées par Israël sont très lourdes, l'État hébreu ne délivre les permis de construire qu'au compte-gouttes, et dans des zones très restreintes.
Ramallah est devenue une capitale de facto, hébergeant les institutions politiques : résidence du président de l'Autorité palestinienne Mahmoud Abbas, QG de l'Autorité palestinienne, ministères…
La ville n'en reste pas moins une enclave dont on s'évade très difficilement. À chaque entrée de la ville, des barrages de Tsahal, l'armée israélienne, filtrent les allées et venues des Palestiniens. Du moins, ceux qui disposent d'un permis pour sortir. Au check point de Qalandia, principal passage vers Jérusalem, on reconnaît les véhicules autorisés à quitter la Cisjordanie à leur plaque jaune (israéliennes). Les plaques vertes (palestiniennes), elles, ne permettent aucune incursion en territoire israélien. À Qalandia, l'attente est souvent interminable, une heure trente en moyenne, pour parcourir les dix kilomètres qui séparent Ramallah de Jérusalem.

## Culture

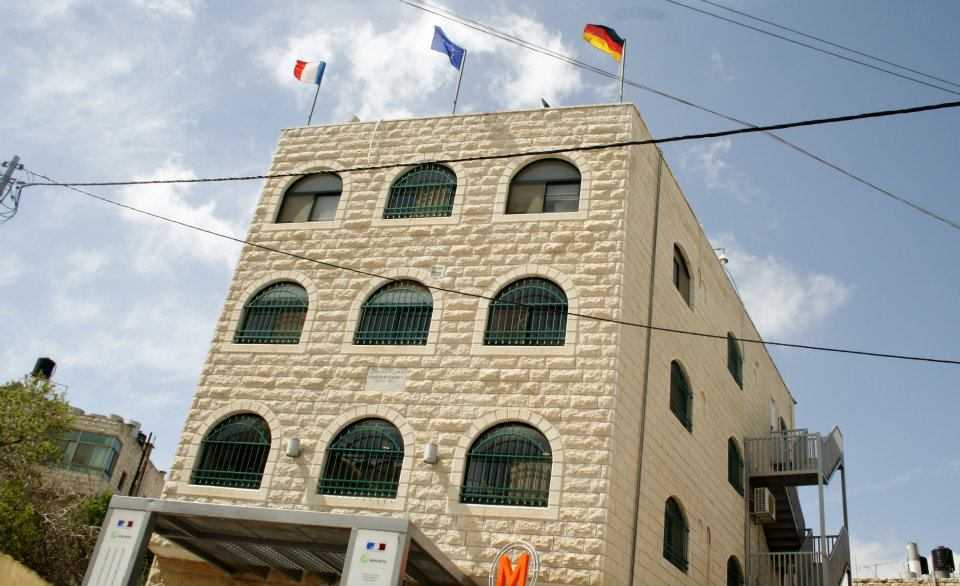
Le centre culturel franco-allemand de Ramallah.

Le théâtre Al-Kasaba est un organisme culturel de cinéma, de théâtre, de musique et de danse créé en 1970.
Depuis 2004, le centre culturel franco-allemand de Ramallah réunit deux structures en un seul lieu : l'Institut Goethe des Territoires palestiniens et une antenne de l'Institut français de Jérusalem. Il organise des débats d'idée et développe des projets culturels issus de nombreux domaines artistiques (cinéma, arts visuels, musique, arts vivants, architecture...). Le bureau des langues propose tout au long de l'année des cours d'allemand et de français. La médiathèque Robert Schuman offre un large fonds documentaire pour les adultes, les adolescents et les enfants, en trois langues : allemand, arabe et français.

## Musique
Dans les camps de réfugiés de Jénine, Deir Ghassaneh, Kalandia et Jalazone, en Cisjordanie mais aussi de Chatila et de Bourj el-Barajneh à Beyrouth, l'école de musique de l'association Al Kamandjâti, fondée à Angers en 2002 et installée à Ramallah en 2008 par Ramzi Aburedwan, forme des apprentis interprètes. Plus de 150 élèves s'inscrivent chaque année aux cours de théorie de la musique et d’apprentissage d'un ou plusieurs instruments. L'association fournit instruments, pupitres et partitions. Les cours sont assurés par des musiciens étrangers comme ceux de l'Orchestre arabo-andalou d'Anjou, de l'Orchestre de chambre de Paris ou comme le chef Diego Masson qui encadrent les jeunes bénévolement. Des concerts sont organisés en Cisjordanie mais parfois aussi en Israël, souvent annulés en raison des conflits,.
Un concert hautement symbolique a eu lieu en août 2005, à Ramallah : celui de l'Orchestre Divan occidental-oriental, dirigé par Daniel Barenboïm et cofondé par Edward Saïd (décédé en 2003), qui rassemble de jeunes musiciens Israéliens, Arabes et Espagnols[réf. nécessaire].

## Gouvernement

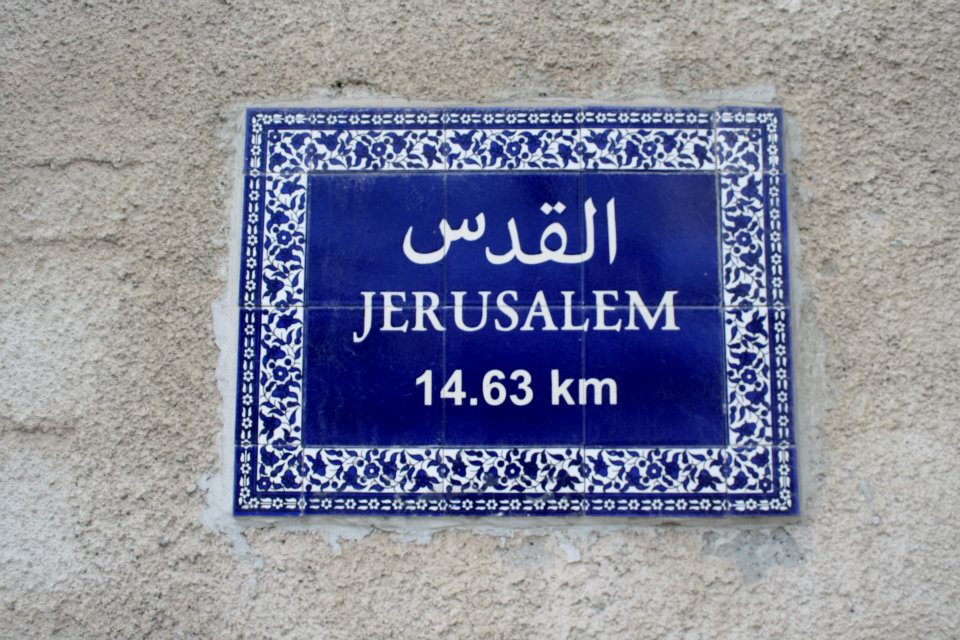
Une borne kilométrique dans le centre de Ramallah.

Aujourd'hui Ramallah est la ville où se trouve le plus de sièges des missions diplomatiques auprès de l'Autorité palestinienne. C'est le cas de l'Afrique du Sud, l'Allemagne, l'Argentine, l'Australie, l'Autriche, le Brésil, le Canada, la Chine, la Corée du Sud, le Danemark, la Finlande, l'Inde, l'Irlande, le Japon, la Jordanie, le Mexique, la Norvège, les Pays-Bas, la Pologne, le Portugal, la Russie, le Sri Lanka, la Suisse et la République tchèque.

## Personnalités

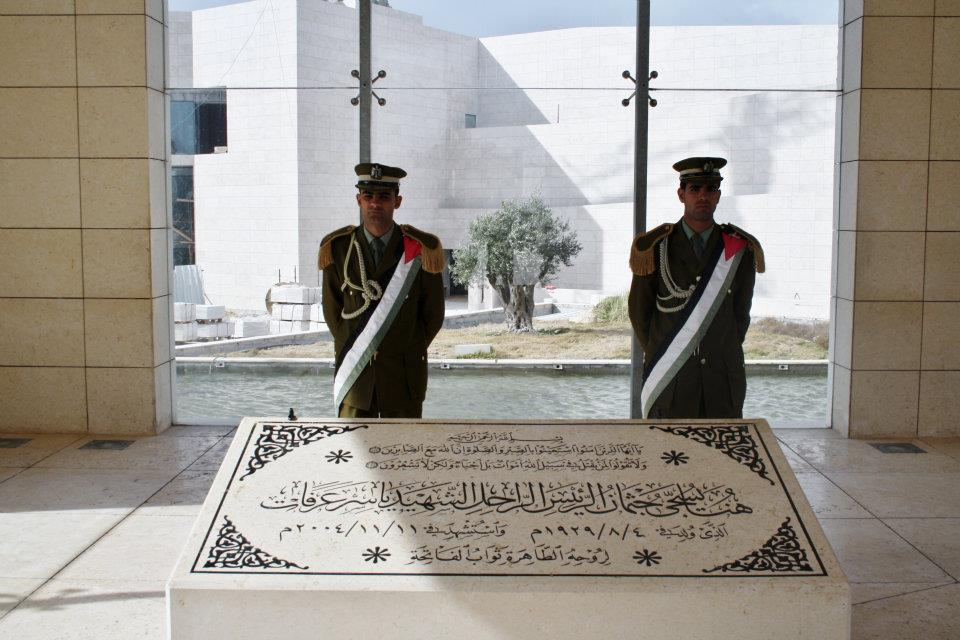
Tombe de Yasser Arafat à Ramallah.

- Yasser Arafat (1929-2004), activiste et homme d'État palestinien. Il représente les Palestiniens dans les différentes négociations de paix et signe les accords d'Oslo en 1993. Il devient le premier président de la nouvelle Autorité palestinienne et reçoit le prix Nobel de la paix 1994 en compagnie de Shimon Peres et Yitzhak Rabin. Il est inhumé à la Mouqata'a, son dernier quartier général de Ramallah, le gouvernement israélien ayant refusé qu'il soit enterré à Jérusalem[10].
- Janette Khoury, née en 1945, femme politique palestinienne. En 2005, elle devient la première femme élue maire de Ramallah.
- Hanan Ashrawi, née en 1946, femme politique palestinienne et professeure d'université.
- Mosab Hassan Youssef, né en 1978, il a travaillé pour les services secrets israéliens de 1997 à 2007[11].

## Partenariats et jumelages
- Bordeaux (France) depuis 2007 (accord de coopération)[12]
- Toulouse (France) depuis 2010 (accord sur l'eau)[13]
- Épinay-sur-Seine (France) depuis 2013 (accord de coopération)[14]
- Trondheim (Norvège)[15]
- Muscatine (États-Unis)[16]
- Hounslow (Royaume-Uni)[17]
- Lublin (Pologne)[18]
- Toluca (Mexique)[19]
- Rio de Janeiro (Brésil)[20]
- Bogota (Colombie)